# ヒットラー (テレビ映画)
『ヒットラー』（原題：Hitler: The Rise of Evil）は、2003年のカナダ・CBCとアメリカ合衆国・CBSの制作による、アドルフ・ヒトラーを描いたテレビ映画。プライムタイム・エミー賞2部門（美術監督賞・音響編集賞）を受賞、作品賞 (ミニシリーズ部門)にノミネートされた。

## サブタイトル・ストーリー
新聞記者フリッツ・ゲルリッヒの視点からヒトラーを描いている。全2部構成。
- 第1部：「わが闘争」 - 少年時代からミュンヘン一揆までを描く。
- 第2部：「独裁者の台頭」 - ナチス政権の誕生から長いナイフの夜までを描く。

## キャスト
- アドルフ・ヒトラー：トーマス・サングスター（少年期）→ロバート・カーライル（吹替：家中宏）
- クララ・ヒトラー：ストッカード・チャニング（吹替：友野富美子）
- ゲリ・ラウバル：ジェナ・マローン（吹替：堀江由衣）
- エルンスト・ハンフシュテングル：リーヴ・シュレイバー（吹替：小山力也）
- ヘレーネ・ハンフシュテングル：ジュリアナ・マルグリーズ（吹替：野沢由香里）
- フリッツ・ゲルリッヒ（ドイツ語版）：マシュー・モディーン（吹替：木下浩之）
- エルンスト・レーム：ピーター・ストーメア（吹替：金尾哲夫）
- パウル・フォン・ヒンデンブルク：ピーター・オトゥール（吹替：平野稔）
- エーリヒ・ルーデンドルフ：フリードリヒ・フォン・トゥーン
- エヴァ・ブラウン：ゾーイ・テルフォード
- グスタフ・フォン・カール：テレンス・ハーヴェイ
- ヨーゼフ・ゲッベルス：ジャスティン・サリンジャー
- ヘルマン・ゲーリング：クリス・ラーキン
- ルドルフ・ヘス：ジェームズ・バブソン
- アントン・ドレクスラー：ロバート・グレニスター
- アロイス・ヒトラー：イアン・ホッグ